# Mieczysława Kowalska

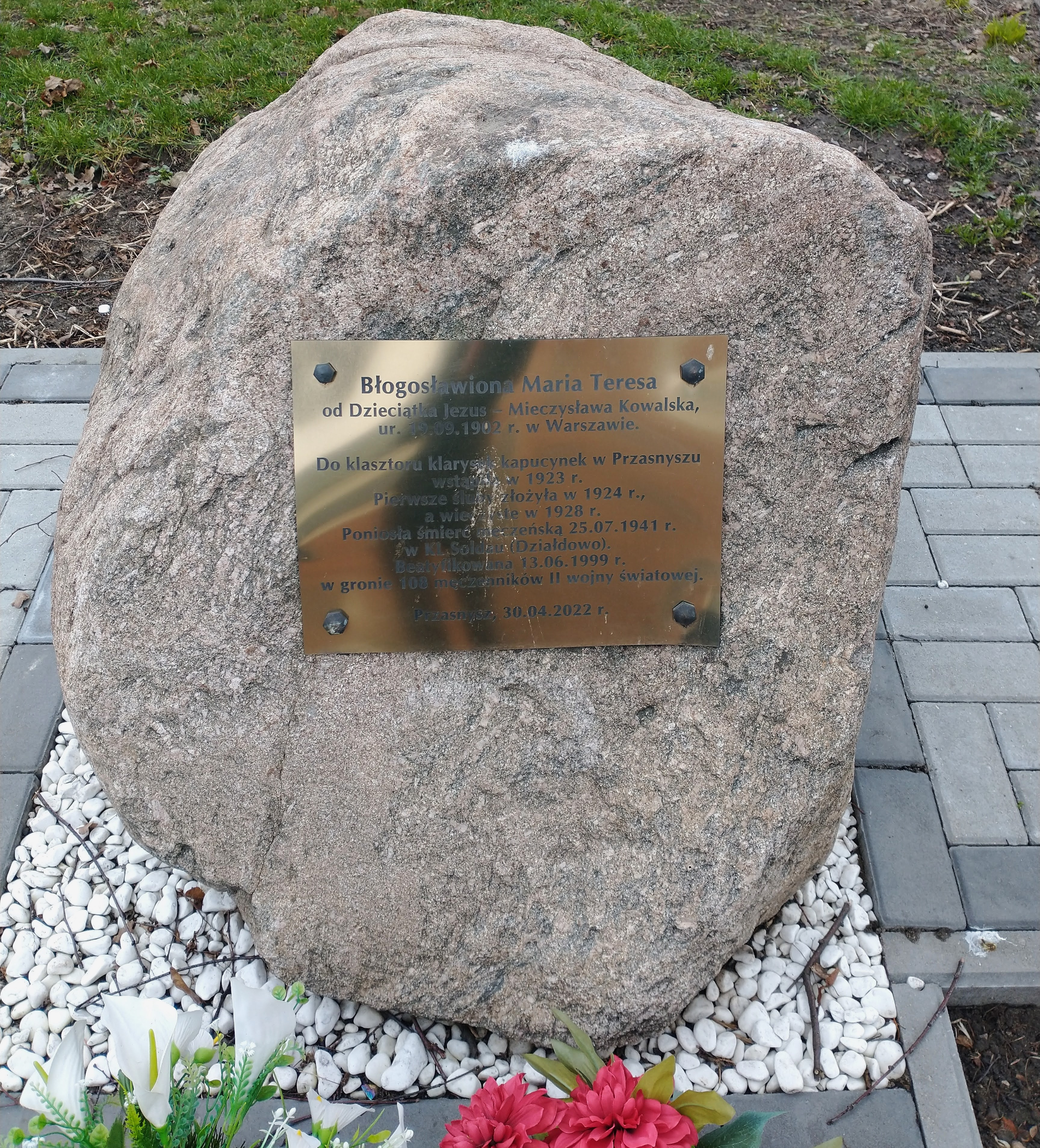
Głaz pamiątkowy przy kościele Wniebowzięcia NMP w Przasnyszu

Mieczysława Kowalska OSCCap, w zakonie Maria Teresa od Dzieciątka Jezus (ur. 1 stycznia 1902 w Warszawie, zm. 25 lipca 1941 w obozie koncentracyjnym Soldau w Działdowie) – polska siostra klaryska kapucynka, męczennica chrześcijańska i błogosławiona Kościoła rzymskokatolickiego.
Pochodziła z ateistycznej rodziny. 23 stycznia 1923 wstąpiła do klasztoru kapucynek w Przasnyszu. Śluby czasowe złożyła w 1924, a wieczyste w dniu 26 lipca 1928. W klasztorze pełniła obowiązki furtianki, zakrystianki, bibliotekarki, mistrzyni nowicjatu i dyskretki.
2 kwietnia 1941 została aresztowana przez gestapo wraz z 36 siostrami klarysek kapucynek (całą wspólnotą Domu Zakonnego w Przasnyszu) i umieszczona w celi numer 31 niemieckiego obozu koncentracyjnego w Działdowie. Wkrótce ciężko zachorowała na gruźlicę. Świadoma bliskiej śmierci mówiła, że życie swe poświęca, aby siostry mogły wrócić do Przasnysza. W dwa tygodnie po jej śmierci wszystkie siostry otrzymały zwolnienie z Obozu koncentracyjnego Soldau (KL).
13 czerwca 1999 została beatyfikowana przez papieża Jana Pawła II w gronie 108 błogosławionych męczenników II wojny światowej.
Jej wspomnienie liturgiczne w Kościele katolickim obchodzone jest w dzienną pamiątkę śmierci (25 lipca) i 12 czerwca (razem z pozostałymi błogosławionymi w grupie).